# Unforgettable (альбом Дины Вашингтон)
Unforgettable — студийный альбом американской певицы Дины Вашингтон, выпущенный в 1961 году на лейбле Mercury Records. На пластинке певица представила в основном поп-материал.
Сингл «Unforgettable», выпущенный в 1959 году, достиг 10-го места в чарте Billboard Hot 100 в 1961 году. Эта запись также была включена в Зал славы премии «Грэмми» в 2001 году.

## Отзывы критиков
| Оценки критиков                            | Оценки критиков |
| Источник                                   | Оценка          |
| ------------------------------------------ | --------------- |
| AllMusic                                   | [ 2 ]           |
| The Encyclopedia of Popular Music          | [ 3 ]           |
| The Penguin Guide to Jazz                  | [ 4 ]           |
| The Rolling Stone Jazz & Blues Album Guide | [ 5 ]           |

Скотт Яноу из AllMusic написал: «После своего хита „What a Diff’rence a Day Makes“ в 1959 году Дина Вашингтон в значительной степени отказалась от своих блюзовых и джазовых корней (по крайней мере, на записях) и сыграла роль поп-звезды. На этом диске Вашингтон поёт краткие версии стандартов в надежде заполучить ещё один хит. Сопровождение носит строго коммерческий характер, и, хотя некоторым могут понравиться „This Bitter Earth“, „The Song Is Ended“ и „A Bad Case of the Blues“, музыка неизменно предсказуема и, к сожалению, легко забывается».

## Список композиций
1. «This Bitter Earth» (Клайд Отис) — 2:27
2. «I Understand» (Мейбл Уэйн, Ким Гэннон) — 2:38
3. «This Love of Mine» (Сол Паркер, Хэнк Саникола, Фрэнк Синатра) — 2:39
4. «Alone» (Артур Фрид, Насио Херб Браун) — 2:21
5. «Somewhere Along the Line» (Уолтер Меррик, Дина Вашингтон) — 2:39
6. «The Song Is Ended (But the Melody Lingers On)» (Ирвинг Берлин) — 2:52
7. «Everybody Loves Somebody» (Сэм Кослоу, Ирвинг Тейлор, Кен Лейн) — 2:26
8. «Ask a Woman Who Knows» (Виктор Абрамс) — 2:42
9. «A Man Only Does (What a Woman Makes Him Do)» (Клайд Отис, Келли Оуэнс) — 2:24
10. «A Bad Case of the Blues» (Клайд Отис) — 2:38
11. «When I Fall in Love» (Виктор Янг, Эдвард Хейман) — 2:33
12. «Unforgettable» (Ирвинг Гордон) — 2:42

Бонус-треки переиздания
1. «Lingering» (Стелл Адамс, Дина Вашингтон) — 2:35
2. «Do You Want It That Way» (Билли Боуэн, Дина Вашингтон) — 2:24
3. «Congratulations to Someone» (Рой Альфред, Энди Гибсон) — 2:14
4. «I’m in Heaven Tonight» (Клайд Отис, Лерой Киркленд) — 2:31
5. «Love Is Here to Stay» (Джордж Гершвин, Айра Гершвин) — 3:42
6. «Surprise Party» (Боб Хиллард, Уолтер Бишоп ст.) — 1:54

## Чарты
| Чарт (1961)                         | Высшая позиция |
| ----------------------------------- | -------------- |
| США (Billboard Stereophonic Albums) | 10             |